# Damisela (pez)

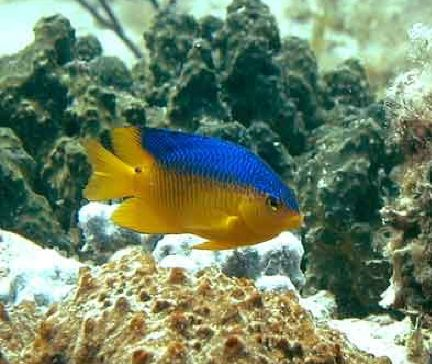
Stegastes variabilis

Damisela es el nombre común que se utiliza para denominar a los peces de las subfamilias Abudefdufinae, Chrominae, Lepidozyginae, Pomacentrinae y Stegastenae de la familia Pomacentridae. La mayoría de las especies de este grupo son relativamente pequeñas, aunque las más grandes alcanzan unos 30 cm de longitud. La mayoría solo existen en entornos marinos, pero unas pocas habitan en aguas salobres o dulces. Estos peces se encuentran en todo el mundo en aguas tropicales, subtropicales y templadas.

## Hábitat
Casi todas las damiselas son peces marinos o de agua salada, aunque algunas especies habitan en los tramos más bajos de los ríos en lagunas salobres y manglares de agua dulce. Se encuentran principalmente en aguas tropicales y templadas de los océanos Índico y Pacífico, pero algunas especies también se encuentran en el océano Atlántico y el mar Caribe.
Si bien las damiselas son más abundantes en entornos de arrecifes poco profundos entre 2 y 15 m de profundidad, se pueden encontrar en una amplia variedad de hábitats, en lagunas arenosas protegidas y laderas de arrecifes. Algunos incluso viven en hábitats de aguas profundas a por debajo de los 100 metros de profundidad.

## Reproducción
A diferencia de la mayoría de las especies de peces de agua salada que son reproductores oceánicos, los peces damisela, como los peces payaso, son reproductores de sustrato, lo que significa que ponen sus huevos adheridos sobre el sustrato del fondo marino.
Un damisela macho establecerá un territorio y luego limpiará y preparará un área en una superficie de coral o rocosa, que contenga una grieta de paredes alisadas, para que la hembra deposite ahí sus huevos. Una vez que se haya preparado el sitio de desove, el macho intentará atraer a una hembra a su territorio para que deposite sus huevos.
El macho realiza en una serie de tácticas para atraer a la hembra, lo que implica cambios de color y movimientos de natación bruscos, y algunas especies, también emiten sonidos con sus mandíbulas. Una vez que la hembra ingresa al sitio de desove, depositará hasta 20 000 pequeños huevos ovales en la superficie lisa preparada y luego se irá, dejando que el macho fertilice rápidamente los huevos.
Cada proceso de cortejo y apareamiento tarda de 10 a 20 minutos y un macho puede continuar apareándose con varias hembras. En algunas especies, el macho cuidará los lotes de huevos abanicando el agua con sus aletas para oxigenarlos, a menudo recogiendo y comiendo los huevos muertos para evitar que se desarrolle un hongo que podría amenazar a todo el conjunto.
Algunos machos no realizan más cuidados parentales, excepto la acción de proteger los huevos de los depredadores. En todos los casos, el macho protegerá agresivamente y sin miedo su territorio y los huevos de los intrusos, incluso de peces mucho más grandes que él.

## Coloración

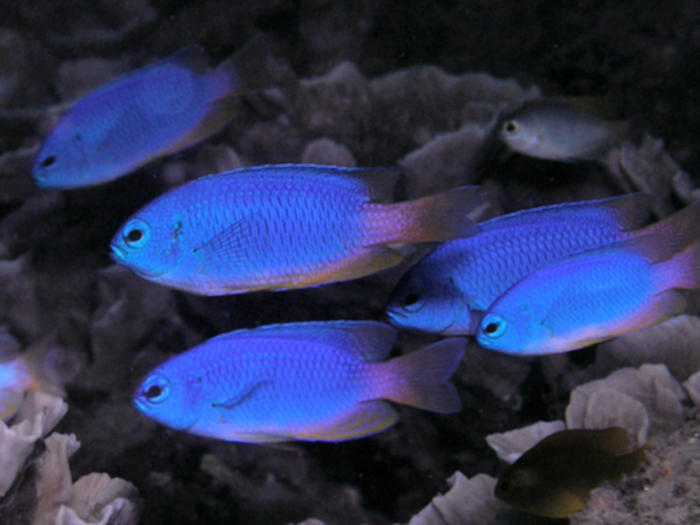
Damisela neón

Las damiselas usualmente tienen colores brillantes como verde esmeralda, azul, amarillo, etc. 
Muchas damiselas pueden mostrar colores espectaculares, lo que las convierte en peces muy deseables para el acuario, pero esto no es así a lo largo de toda su vida. Algunas que son bastante atractivas como juveniles, se vuelven muy poco espectaculares, incluso monótonas, como adultas. Otras sin embargo, difieren muy poco entre jóvenes y adultos. 

## Adaptación
La mayoría de las especies se adaptan muy bien en un acuario principiante. Su dieta incluye pequeños crustáceos, plancton, y algas. 
Muchas especies viven en arrecifes de coral, y un gran número de ellas son mantenidas en acuarios marinos como mascotas. 

## Bioestabilizador
Muchas veces los acuaristas las utilizan como estabilizadores biológicos en acuarios nuevos. El pez se introduce cuando el acuario va a ser poblado por primera vez, y lo ayuda a estabilizarse biológicamente con bacterias beneficiosas. 
Esta práctica es vista negativamente por algunos aquaristas debido al estrés que se les causa a los peces. 